# Les Poings fermés
Pour plus de détails, voir Fiche technique et Distribution.
Les Poings fermés est un film franco-belgo-suisse réalisé par Jean-Louis Benoît et sorti en 1985.

## Synopsis
La vie d'un petit garçon près du front pendant la Première Guerre mondiale.

## Fiche technique
- Titre : Les Poings fermés
- Réalisation : Jean-Louis Benoît
- Scénario : Jean-Louis Benoît
- Photographie : Emmanuel Machuel
- Décors : Jean-Paul Ginet et Christian Marti
- Costumes : Nadine Lefortier et Marie Sartoux
- Son : Laurent Barbey
- Musique : Steckar Tubapack
- Montage : Jean-François Naudon
- Production : Xanadu Film AG - FR3 Cinéma - Marion's Films
- Tournage : du 21 mars au 26 avril 1984
- Pays d'origine :  Suisse -  France -  Belgique
- Durée : 95 minutes
- Date de sortie : France - 12 juin 1985

## Distribution
- André Wilms : Henri
- Laurent Pahud : l'enfant
- Marie-Hélène Dasté : la mère Cazal
- Karen Rencurel : Suzanne
- Yvette Théraulaz : la mère de l'enfant
- Jean-Louis Benoît : le père de l'enfant
- Guy Touraille : le prêcheur